# おじろん
おじろんは、兵庫県美方郡香美町小代区大谷にある温泉。近くにある中佐屋旅館の泉源とともに「小代温泉」とも呼ばれる。

## 概要
兵庫県美方郡香美町小代区大谷510番地の1にある温泉である。湯は薄い茶色で、湯当たりがよいという特徴がある。
温泉施設のそばを久須部川（くすべがわ）が流れている。春にはそれに沿う桜並木やシャクナゲの花々が美しく、夏には川遊びをする家族連れなどで賑わう。
おじろスキー場のゴンドラステーションに近いため、冬はスキー客にも多く利用されている。
2008年（平成20年）12月にリニューアルオープンし、株式会社ふれあいが指定管理者となっていた。しかし、株式会社ふれあいが指定管理者から撤退し、2023年（令和5年）9月4日から休業となった。
2023年10月から香美町直営とし、同年12月から営業を再開することになった。

## 泉質
- 中性単純温泉[3]
  - 源泉温度34.6℃で加温。加水は行っていない。
  - ラドン2.78マッヘ
  - メタケイ酸規定54.1mg

## 温泉施設[3]
- 大浴場
- うたせ湯
- 寝ころび湯
- 露天風呂
- サウナ

## 付帯施設[3]
- 和室（休憩ルーム）
- 手打ちそば“藤村” - 地元産のそば粉を使った手打ちそばを楽しめる。
- レストランBam-Boo（バンブー） - 但馬牛ハンバーグ定食、麺類、生ビールなど。カラオケもある。
- NARISUフットマッサージ SAKURA

## 沿革
- 1992年 - 美方町が温泉保養館「おじろん」を設置・開業。
- 2005年4月 - 美方町・香住町・村岡町の合併による香美町成立に伴い、香美町の施設となる。
- 2008年12月 - 露天風呂、寝ころび湯、１階軽食コーナー新設などの館内改修工事を行い、ふれあい温泉「おじろん」としてリニューアルオープン。[3]

## アクセス
全但バス秋岡線でJR山陰本線八鹿駅から約60分。「小代地域局」で下車。徒歩約10分。

## 近隣の観光スポット
- おじろスキー場
- 久須部渓谷
- 吉滝
- 吉滝キャンプ場・コテージ村
- うへ山の棚田
- 小代古代体験の森